# Madeth gray'll
Madeth gray'll （マディス・グレイル）は、日本のヴィジュアル系ロックバンド。Matina所属。

## 概要
ダークでゴシックなヴィジュアルとグロテスクな歌詞が特徴。バンド名は「狂死楽園」を意味する造語である。その音楽性は初期黒夢やレーベル同胞のKISAKIが在籍したLa;Sadie'sの影響が強く、この両バンドの楽曲についてはメンバーがセッション等で演奏したこともある。
メンバーの事故死に見舞われ、その後もメンバーの加入と脱退が相次いだり、シーンの低迷化に伴い設立予定であったファンクラブが中止になったりなど、不運が続く事態に追い込まれ、雪那の脱退表明を以って解散。
アルバム「Lucifer」は2万枚近く売り上げたとされる。

## メンバー
- 翡翠（ひすい）  血液型：A型 身長：173cm 体重：55kg 趣味：車関係 その他：おじゃる丸のファン[2]。

De≠prive（後のMIRAGEのYAYOI在籍）、DE=LUGEなどでの活動を経てMadeth gray'llを結成。Viergeに在籍していた際にはギターを担当しており、本人も「バンドはギターから始めた」と言っている。De≠priveではKeiと名乗りDE=LUGEでは雅に変更するがMadeth gray'll結成時に再びKeiに戻し、途中翡翠に改名。Madeth gray'llでは全曲においてボーカル・全ての曲の作詞と主旋律を担当した。Matina元社長のKISAKIは、SHOXXのインタビューで「翡翠はマティーナ時代の俺の右腕だった」と語っている。DAS:VASSERの響兵とは、度々ツインボーカルでセッションを行っていた。影響を受けたボーカリストとしてB'zの稲葉浩志、中森明菜を挙げている。彼の歌詞は初期黒夢の清春やDeshabillzのSHUNの影響が垣間見えるグロテスクで過激なものであるが、時に悲しげで切ない歌詞を書くことがある。故郷である神戸で起こった阪神・淡路大震災の経験によって歌詞の世界が広がり、ボーカリストを目指すようになったといい、「Lucifer」や「白昼夢の惨劇」などの曲は、それら翡翠の過去の体験に由来するとも言われている。Madeth gray'll解散後はHIZAKIらとともにSchwardix marvallyを結成するも、2004年に解散。解散後は引退し、現在は就職。2007年には妃＆関西貴族にボーカルでゲスト出演している。
- 雪那（ゆきな） 12月28日生まれ 大阪府大阪市出身 血液型：A型 身長：173cm 体重：63kg 趣味：映画鑑賞 玩具集め[2]

Madeth gray'll以前にはメシアの肖像、Luciferなどで活動していた。当初はギターを担当していたが、Madeth gray'llではベースに転向。結成初期からバンドに在籍したメンバーで、コアなサウンドはほとんど彼の作曲によるもの。転調、変拍子、不協和音を多用する彼の楽曲は、翡翠の描くグロテスクな世界観を支えた。高校三年生のとき、雪那の家で聞かされた「黒装束の調べ」の原曲デモテープを聴いた翡翠は衝撃を受け、「是非一緒にバンドをやりたい」と願い出て、既にギター二人が決まっていたため、無理矢理ベースに転向してもらったと語っている。ベースのプレイ面ではKISAKIの影響を強く受けている。他に影響を受けたアーティストとしてROUAGEのRIKAを挙げており、また、翡翠と同様、B'zがバンドを始めるきっかけだったと語っている。解散後、2001年春にQyubereを結成し、ボーカルとギターを担当する。エモ/スクリーモロックの関西代表格として、2004年ごろからは全国的な活動をスタート。その後、個人的な理由によりバンド活動が困難となり2006年に解散したが、2010年5月Qyubereの再結成を表明マイスペースを立ち上げた。今後はスローペースだが継続的に活動を続ける模様。現在、結婚し子供が一人いる。また自身のブログでレビューを発表している。
- 泉（いずみ） 6月20日生まれ 鹿児島県出水市出身 血液型：B型 趣味：運転 人間観察[2]

Burst、Distrayを経て、1999年にMadeth gray'llに「十字架の結末〜第二の悲劇〜」への参加をきっかけに加入。バンドを始めた頃はベースを弾いていたが、大阪ではベースの募集が少ないため、やむなくギターに転向した。LUNA SEAのコピーをやっていたこともあり、好きなギタリストとしてはINORAN、hideを挙げている。加入前から第三者としてMadeth gray'llの独自な音楽性に憧れを抱いていたため、アルバム「Lucifer」作成時に、いくつかの楽曲がポップな、いわゆる一般向けになったことに反発。アレンジのやり直しを要求した。自身も「黒死蝶ノ花束」「「M」的被虐症候群」を作曲し、これまでのMadeth gray'llの音楽性を踏襲しつつ彼の個性を加えた楽曲を提供した。
- 麗華（れいか） 11月29日生まれ 大阪府堺市出身 血液型：AB型 身長：170cm 趣味：インターネット[2]

XXXで活動していた。サポートドラマーとして参加した後、1999年10月正式加入。影響を受けたドラマーとしてX JAPANのYOSHIKI、他にLUNA SEAの真矢を挙げている。X JAPANのhideの熱狂的ファンであり、hideミュージアムで行われたMatina主催ライブでは、一度きりであったがhideのコスプレ衣装で登場し、唄も披露している。解散後はBrilliant Sugarというセッションバンドでライブ活動をしていたが、2002年にボーカルのマコトと共にドレミ團を結成。名前の漢字を「零華」に改め、現在は東京に拠点を移して活動中。何度かドレミ團のライブでMadeth gray'll時代の映像を放映した。シャープで丹精な顔立ちに似合わぬ、本人曰く「上半身デブ」的な体格の良さと、赤を基調とした奇抜な独自のファッションセンスで、ファンの度肝を抜くこともしばしあった。
- 藍梨 （あいり） 6月18日生まれ 大阪府出身 血液型：O型

前任ギターの右狂脱退後、サポートとして参加していたが、ミニアルバム「亡界ノ魔都」発売に伴うツアー時から正式加入。解散後はCrack Brainにて活動するが、後に同バンドに在籍していたHIZAKI、翡翠と共にSchwardix marvallyを結成する。Schwardix marvallyではコーラスやMCも担当していた。現在は引退、就職している。
- 右狂 （うきょう） 5月3日生まれ 福岡県出身

加入前はマティーナ内のバンド、オルゴールに在籍していた。元ギター・歪の死去、静流の脱退に伴い1999年より加入。「十字架の結末〜第二の悲劇〜」「MOTHER COMPLEX」などで参加している。脱退、Madeth gray'll解散後は翡翠と共にJerry Berryを結成するも活動期間は短く、その後都内で女性ボーカルのバンド「アカシア」のギタリストとして活動していた。2017年からU.K.の名でナイトメアのボーカルYOMIのソロ・プロジェクト『TAKE NO BREAK』のギタリストとして活動していたが、2019年2月に脱退。
- 歪 （ひずみ） 石川県出身 その他:『セクシーコマンドー外伝 すごいよ!!マサルさん』がお気に入りだった。

加入前はVie e'terneleというバンドで作詞作曲とギターを担当していた。翡翠、静流に続いて三人目の初代メンバー。Madeth gray'llでは「白昼夢の惨劇」を作曲した。1998年5月7日、X JAPANのHIDEの葬儀に向かうため、メンバーが運転していたところ滋賀県内の高速道路上で事故を起こし、同行していたDeshabillzのベーシスト美歪と共に死亡。2007年には生前に書き残し、Madeth gray'llでは発表されることの無かった楽曲「NECROPOLIS」（Vie e'ternele時代の代表曲）をKISAKIがアレンジ、Madeth gray'llやMIRAGEのメンバーと録音し、非売品CDとして発表した。また、KISAKIは2008年5月3日・4日に開催されるhide memorial summitへの出演について「Madeth gray'llの歪とDeshabillzの美歪さんの思いも背負ってステージに立たせてもらいます」とのコメントを残している。

## 来歴
以下の来歴はベストアルバム『Madeth gray'll～悲劇の終幕』のライナーに記載されたものを参考としている。
- 1997年9月頃 Vo.翡翠 Gt.静流にて結成。ユニット形式にてオムニバスに参加し音源を発表。直後にGt.歪、続いてBa.雪那が加入。
- 1997年11月〜12月 デモテープ三部作をMatinaから発売しインディーズデビュー。
- 1997年12月25日 梅田GUILDにてシークレットで初ライブを行う。
- 1998年3月 東名阪ツアー「狂気に満ちた殺人劇」。各会場でデモテープを配布。
- 1998年4月4日 4th DEMO TAPE「狂死楽園」を発売。このテープ発売後にサポートメンバーであったDr.椿が正式加入。
- 1998年5月7日 「狂死楽園」発売に伴うTOUR「美少女の腐乱死体を求めて」を敢行中、ギターの歪がX JAPANのHIDEの葬儀に向う途中不慮の事故で死亡。以降のスケジュールが一旦キャンセルされる。
- 1998年6月20日 歪追悼ライブ「螺旋階段と記憶」を歪の故郷である石川県・ラピア鹿島アイリスホールで開催。イベントには歪の両親も参加した。
- 1998年8月8日・9日 寝屋川VINTAGE BARにて主催ライブ「白装束の狂宴・前夜」・「黒装束の狂宴・前夜」を開催。この主催ライブをもって活動休止に入る。
- 1998年8月10日 1st CD「十字架の結末…」を発売。
- 1999年1月 オムニバスに「Le Miserable」で参加。Gt.静流とDr.椿が脱退。
- 1999年6月30日 Gt.右狂を正式メンバーに迎え、2nd CD「十字架の結末〜第二の悲劇〜」を発売し正式に活動再開。完売していた「十字架の結末…」を再発。
- 1999年8月9日 Gt.泉が正式加入し、復活ワンマン「罪深き冥華と追憶の懺麗死儀式」を心斎橋ミューズホールにて開催。
- 1999年10月 サポートDr.麗華が正式加入。
- 1999年11月 TOUR「楽園の悲絶運命・前編」を敢行。
- 1999年12月 TOUR「楽園の悲絶運命・後編」を敢行。ツアー終了後、Gt.右狂が脱退。
- 2000年2月19日 目黒鹿鳴館にて「楽園の悲絶運命」FINALワンマンを開催。
- 2000年3月29日 1stフルアルバム「Lucifer」が発売。
- 2000年4月 東名阪ワンマン「Evil en Lucifer」を敢行。
- 2000年6月20日 歪追悼ワンマン「螺旋階段と記憶」を金沢VANVAN V4で開催。
- 2000年11月28日 渋谷ON AIR WESTでワンマン「殺意に満ちた狂人劇」を開催。11月のツアーからサポートGt.藍梨が正式加入したこと、そしてバンドの解散が発表される。
- 2000年11月29日 ミニアルバム「亡界ノ魔都〜Entith de marge〜」発売。
- 2001年1月29日 梅田ヒートビートでのワンマン「終幕ノ情景」を以て解散。
- 2001年1月31日 ベストアルバム「Madeth gray'll～悲劇の終幕」発売。

## その他
- 久原雅樹名義の著書（詩や小説など）がCDや配布物の中で掲載されていることがしばしばあったが、実際は翡翠の作品であり久原雅樹というのはメンバーの名前から漢字を一文字ずつ取って作った架空の作家（そのためメンバー構成によって名前が違っていた）[要出典]。

- 「廃人狂イ人形」はブックレット中に詩が掲載されているものの、実際楽曲の中ではそれを歌っていない。

## ディスコグラフィ

### デモテープ
| 発売日         | タイトル           | 収録曲                                                                            | 備考 |
| -------------- | ------------------ | --------------------------------------------------------------------------------- | --- |
| 1997年11月1日  | 呪ワレシ華ノ生命…  | SE 1.呪ワレシ華ノ生命… SE                                                         | インディーズデビュー。限定1000本を完売。 |
| 1997年11月23日 | 黒装束の調べ       | SE 1.黒装束の調べ SE                                                              | 限定1000本を完売 |
| 1997年12月24日 | missantroop        | SE 1.missantroop SE                                                               | 限定1000本を完売。上記三作品はイントロ・アウトロともにSEで繋がっており、三部作と呼ばれる。 |
| 1997年12月25日 | 聖夜に奏でる狂死曲 | 1.狂死曲                                                                          | 梅田GUILDのシークレットライブにて配布。 |
| 1998年3月20日  | 白昼夢の惨劇       | 1.白昼夢の惨劇                                                                    | 大阪・十三FANDANGOのライブにて配布。 |
| 1998年3月21日  | 血染めの喜劇       | 1.血染めの喜劇                                                                    | 名古屋BOTTOM LINEのライブにて配布。 |
| 1998年3月27日  | オペラ座の悲劇     | 1.オペラ座の悲劇                                                                  | 池袋CYBERのライブにて配布。上記三作品はショート・バージョンで収録されている。 |
| 1998年4月4日   | 狂死楽園           | 1.楽園の黒霧 2.呪ワレシ華ノ生命… 3.missantroop 4.黒装束の調べ 5.狂死曲 6.狂死楽園 | プロデュース、ゲストギターにex.Eye for youの安住尚を迎えて制作。その他MIRAGEのYAYOIがゲストギターとして、MIRAGEのTOMOとOveの春陽がコーラスとして参加している。1stプレス限定4000本を予約完売。1stプレスのみ豪華見開きジャケット仕様。なおデモテープ音源のドラムは全て打ち込みである。 |

### シングル・マキシシングル
| 発売日               | タイトル                   | 収録曲                                             | 備考 |
| -------------------- | -------------------------- | -------------------------------------------------- | --- |
| 1998年8月8日、8月9日 | 白昼夢の惨劇               | 1.白昼夢の惨劇                                     | 寝屋川VINTAGE BARの主催ライブにて配布。8日は白ジャケット、9日は黒ジャケットのものが配布された。                                                   |
| 1998年8月10日        | 十字架の結末…              | 1.パラサイト 2.廃人狂イ人形 3.missantroop 4.？？？ | 歪が生前にレコーディングした音源を使い制作された追悼盤。1stプレスのみ曲名不明のシークレットトラックが収録。1stプレス限定5000枚を完売。            |
| 1999年6月30日        | 十字架の結末〜第二の悲劇〜 | 1.狂死曲 2.白昼夢の惨劇 3.missantroop              | 復活第一弾CD。過去の楽曲を再録したCD。右狂を正式メンバーとして加え、泉がゲストギターとして参加。ドラムはMIRAGEのAYAMEがサポートとして叩いている。 |
| 1999年8月9日         | MOTHER COMPLEX             | 1.MOTHER COMPLEX                                   | 心斎橋ミューズホールのライブにて配布。 |
| 2000年11月29日       | 呪ワレシ華ノ生命…          | 1.呪ワレシ華ノ生命…                                | 渋谷ON AIR WESTのライブにて配布。 |

### ミニアルバム・アルバム
| 発売日         | タイトル                                         | 収録曲 | 備考 |
| -------------- | ------------------------------------------------ | --- | --- |
| 2000年3月29日  | Lucifer 〜魔境に映る呪われた罪人達と生命の終焉〜 | 1.生命の終焉 2.「Zwei」堕胎者ト盲目ナ中絶児・・69日目ノ阻害 3.「マリア」ガ眠ル懺悔ノ「枢」 4.黒死蝶ノ花束 5.追憶 6.Lucifer 7.「M」的被虐症候群 8.悪辣ナル「隷」に捧ぐ 9.空中都市〜in the zaiemu〜 10.Evil en Lucifer 44.血染めの喜劇                                           | 1stフルアルバム。初回10000枚のみボーナストラック「血染めの喜劇」収録。2ndプレスはジャケット違いの特殊仕様、3rdプレスは通常ジャケット。初回10000枚を完売、2ndプレス2000枚を完売。                                                                          |
| 2000年11月29日 | 亡界ノ魔都 〜Entith de marge〜                   | 1.亡界ノ魔都 2.Entith de marge 3.螺旋遊戯 4.オペラ座ノ悲劇 5.劇薬 6.黄泉ノ死界 | 最後のオリジナル音源。1stプレスは特殊ジャケット仕様でステッカーが3種類ランダムで封入。2ndプレス・3rdプレスはそれぞれ異なるジャケット。初回10000枚を完売、2ndプレス3000枚を完売。                                                                          |
| 2001年1月31日  | Madeth gray'll～悲劇の終幕                       | 1.Entith de marge(ピアノバージョン) 2.空中都市〜in the zaiemu〜 3.Zwei 堕胎者ト盲目ナ中絶児・・69日目ノ阻害 4.狂死曲 5.オペラ座ノ悲劇 6.白昼夢の惨劇 7.Le MISERABLE 8.Lucifer 9.「M」的被虐症候群 10.パラサイト 11.悪辣ナル「隷」に捧ぐ 12.黒装束ノ調べ 13.劇薬 14.missantroop | ベストアルバム。ほとんどの楽曲の再録やリミックスが行われている。“Based-on”と表記されているものがリミックスだが、一部ボーカルやギターを録り直している。シークレットトラックとして「missantroop」の後に「廃人狂イ人形」のライブバージョンが収録されている。 |

### ビデオ
| 発売日        | タイトル         | 収録曲                    | 備考 |
| ------------- | ---------------- | ------------------------- | --- |
| 1998年6月20日 | 螺旋階段と記憶   | 1.狂死曲 2.missantroop    | ラピア鹿島アイリスホールの歪追悼ライブにて限定販売。後に一部の専門店でも販売された。ライブ映像に被せてCD音源が流れるPV的な映像。歪の生前の映像が多く取り入れられ、追悼ビデオ的な内容となっている。 |
| 1998年8月9日  | パラサイト       | 1.パラサイト              | 寝屋川VINTAGE BARのライブにて、8日・9日両日来場者に限り配布された。PV1曲を収録。 |
| 2001年        | タイトル不明     | missantroop               | 1月29日のラストライブで来場者に配布された応募券Aと、ベストアルバムとなる悲劇の終幕に封入されていた応募券B、この二点を揃えて応募した者の中から、抽選で300名に後ほど郵送された。歴代メンバーの画像や当日開演前のファンの様子、メンバー個人によるMadeth gray'llとしての最後のMC等が、バイオグラフィと共に収録されており、ライブ映像はラストライブで撮られたものが使われている。1曲収録。 |
| 2001年4月25日 | Matina PRELUDE:3 | 空中都市〜in the zalemu〜 | 「Matina PRESENTS 2000 -Millenium X'mas 2days-として、2000年12月24日大阪心斎橋BIG CAT、25日大阪梅田HEAT BEATで行われたライブ映像を収録。1曲収録。 |

### その他
| 発売日         | タイトル                    | 収録曲                             | 備考 |
| -------------- | --------------------------- | ---------------------------------- | --- |
| 1997年10月20日 | NEW AGE CULTURE〜第一楽章〜 | 廃人狂イ人形                       | KISAKIプロデュースのオムニバスCD。翡翠、静流のみでユニット的に1曲参加。歪はVie e'terneleにて1曲参加。 |
| 1998年1月30日  | Face of Soleil              | 黒装束の調べ（ショートバージョン） | Matinaの盟友SoleilのオムニバスCD。2枚組の豪華なもので、他の収録バンドもLa'MuleやD'elsquelらが収録されている。ジャケットの歌詞が一部消されている。                                                                     |
| 1998年3月20日  | 伝説への序章：I             | 黒装束の調べ（ショートバージョン） | 大阪・十三ファンダンゴで配布。MatinaのMIRAGE、Lavender、Sense of Shapeとのオムニバスビデオ。PVを1曲収録。 |
| 1998年7月27日  | Face of Soleil              | 黒装束の調べ（ショートバージョン） | Soleilのオムニバスライブビデオ。だが、他のバンドはライブ映像が収録されているものの、Madeth gray'llのみ前述の「伝説への序章：I」に収録されていたものと同じPVが収録されている。                                         |
| 1999年1月27日  | NEW AGE CULTURE〜第二楽章〜 | Le Miserable                       | KISAKIプロデュースのオムニバスCD。活動休止中に1曲参加。これまでの勢い重視のサウンドとは異なり、ピアノを取り入れた楽曲でバンドの印象を変え、この曲をきっかけに楽曲の世界観が広がった。サポートギターとして右狂が参加。 |
| 2000年4月26日  | PRELUDE                     | 黒装束の調べ                       | MatinaのオムニバスCD。「黒装束の調べ」を再録した。 |
| 2001年1月31日  | PRELUDE:2                   | 劇薬                               | MatinaのオムニバスCD。 |
| 2003年2月14日  | Matina1997〜2002            | 劇薬                               | MatinaのオムニバスベストCD。 |